# Cyclopogon pringlei
Cyclopogon pringlei là một loài thực vật có hoa trong họ Lan. Loài này được (S.Watson) Soto Arenas mô tả khoa học đầu tiên năm 1988.